# 요시무라 유키
요시무라 유키(일본어: 吉村 裕基, 1984년 6월 14일 ~ )는 일본의 프로 야구 선수이며, 전 퍼시픽 리그인 후쿠오카 소프트뱅크 호크스의 소속 선수(외야수)이다.

## 인물

### 프로 입단 전
중학교 시절에는 소년 야구팀에서 활약을 했고 고등학교는 히가시후쿠오카 고등학교에 진학, 제73회 선발 고등학교 야구 대회에 출전하였고 고교 통산 43개의 홈런을 기록했다. 그 후 프로 야구 드래프트 회의에서는 5순위로 지명을 받아 요코하마 베이스타스에 입단하면서 같은 해 고등학교 선배에 해당하는 무라타 슈이치도 요시무라와 함께 요코하마에 입단했다.

### 요코하마·DeNA 시절

#### 2003년
입단 첫 해 2군(쇼난 시렉스)에 머물면서 주로 5번 타자로 활약을 했다. 이후 시즌 종반 무렵에 1군으로 승격되면서 첫 타석에서는 2루타, 그 다음날 경기에서도 데뷔 후 첫 홈런을 기록해 당시 주니치 드래건스의 상대 투수인 노구치 시게키로부터 홈런을 때려냈다.

#### 2004년
개막을 앞두고 1군 선발 명단에서 제외되었지만 올스타전이 열리기 직전인 7월 3일에 다시 1군으로 승격, 7월 7일 요미우리 자이언츠전(도쿄 돔)에 대타로 출전하면서 결승타를 때려냈다. 그 후 9일의 프레시 올스타 게임에서는 한신 타이거스의 쓰쓰이 가즈야로부터 2점 홈런을 기록했다. 9월 24일에는 1군에 다시 복귀했지만 뚜렷한 성적을 내지 못한 채 시즌을 마쳤다.

#### 2005년
그 해의 시즌은 단 한 번도 1군에 승격되지는 않았지만 2군에서는 3루수의 주전으로서 타율 2할 5푼 2리, 10개의 홈런을 기록했다. 추계 캠프에서는 타격을 살리기 위해 외야수로서의 본격적인 연습을 시작했다.

#### 2006년
시즌 개막으로부터 타격 호조를 이루면서 교류전이 열리기 직전부터 외야수로서의 선발 출전하는 일이 많아졌다. 그 후 6월에는 사구를 받아 전력에서 이탈하는 일도 있었지만 높은 타율을 유지하여 팀의 주력 선수로 성장했다. 시즌 중반까지는 주로 7번 타자로 활약하는 경우가 많았지만 그 실력을 인정받아 주전 선수로 뛰게 되었다. 4번 무라타에 계속되는 5번 타자를 맡게 되었다. 수비에서는 외야의 3개 포지션과 1루수로 빈틈 없게 기용되었다. 규정 타석 미만이면서도 타율 3할 1푼 1리, 26홈런의 맹활약으로 유력한 신인왕 후보로 거론되었지만 안타깝게도 소요기 에이신에게 신인왕 자리를 양보했다.

#### 2007년
오야 아키히코 감독의 지시에 의해 외야수로부터 다시 1루수로 변경되어 모두 1루수로서 출전했다. 3번 타자의 역할이 기대되고 있었지만 시범 경기에서는 부진에 시달렸고 시즌 도중에는 하위 타선인 5번 ~ 7번 타자로 뛰는 경우가 많았다. 전년도부터 삼진이 줄어든 만큼 사사구의 개수가 증가해 선구안이 향상되었다. 본인으로서는 처음으로 규정 타석을 채웠고, 팀내 2위 성적인 24개의 홈런과 85타점을 기록했다. 6월 9일의 지바 롯데 마린스전(요코하마 스타디움)에서는 4회말 지바 롯데의 선발 나루세 요시히사로부터 결승타인 2점 홈런을 때려냈지만 이것이 그 해 정규 시즌에서의 나루세한테 유일한 패배를 안게 되는 빌미가 되었다.

#### 2008년
수비 위치가 1루수에서 우익수로 변경되었고 1루에는 사에키 다카히로가 다시 지키게 되었지만 사에키의 부진으로 인해 시즌 도중부터는 우치카와 세이이치가 지키고 있었다. 4월 26일 요코하마 스타디움에서 열린 히로시마 도요 카프전에 우익수로서 출전해 1경기 3개의 보살을 기록했다. 팀의 4번 타자인 무라타가 베이징 올림픽 국가 대표팀 선수로 차출되어 팀에서 이탈했기 때문에 요시무라는 8월 3일의 한신 타이거스전으로부터 데뷔 후 처음으로 4번 타자의 자리를 차지해 무라타를 대신하는 역할을 했다. 최종적으로는 개인 최고 성적인 34홈런(리그 5위), 91타점(공동 6위)을 기록했다. 무라타 슈이치, 우치카와 세이이치와 함께 구성된 우타자 클린업(3명 모두 규슈 지역 출신)은 침체되고 있는 팀 내에 있어서 상대팀의 위협적인 존재로 여겨졌다.

#### 2009년
5월까지의 성적은 홈런이 3개에 불과할 정도로 극도의 타격 부진에 시달렸다. 그 후에도 타순이 바뀌기도 하였지만 타율과 홈런 모두 침체되었다. 시즌 전 경기인 144경기를 모두 출전했지만 팀의 주전 자리를 차지한 후 최저 성적이 되는 타율 2할 4푼 8리, 16홈런, 54타점으로 끝나 2년 연속 리그 2위 기록인 134개의 삼진을 기록했다.

#### 2010년
개막 이후부터 타격 부진이 계속되었고 팀의 동갑내기인 시모조노 다쓰야의 활약과 소프트뱅크에서 FA로 입단한 이데 쇼타로 등의 영향으로 주전 자리가 박탈되었다. 5월 11일에 2군(쇼난 시렉스)으로 강등되었고 이후에는 49경기에 출전했지만 홈런이 3개에 그치는 등 뚜렷한 결과를 남기지 못할 정도의 암울한 시즌을 보냈다.

#### 2011년
개막전에서 4타수 4안타를 기록할 정도로 시즌 초반에는 호조를 보였지만 그 이후의 경기에서는 만족스러운 성적을 남기지 못하고 작년에 이어 2군으로 떨어졌다. 그 후 1군에 복귀했지만 뚜렷한 활약은 없었고 81경기에 출전하면서 타율 2할, 홈런 5, 타점 11를 기록하는 등 좋은 결과를 남길 수는 없었다. 특히 득점권에서는 37타수 4안타를 기록하여 타율 1할 8리가 나와 낮은 성적을 기록했다.

#### 2012년

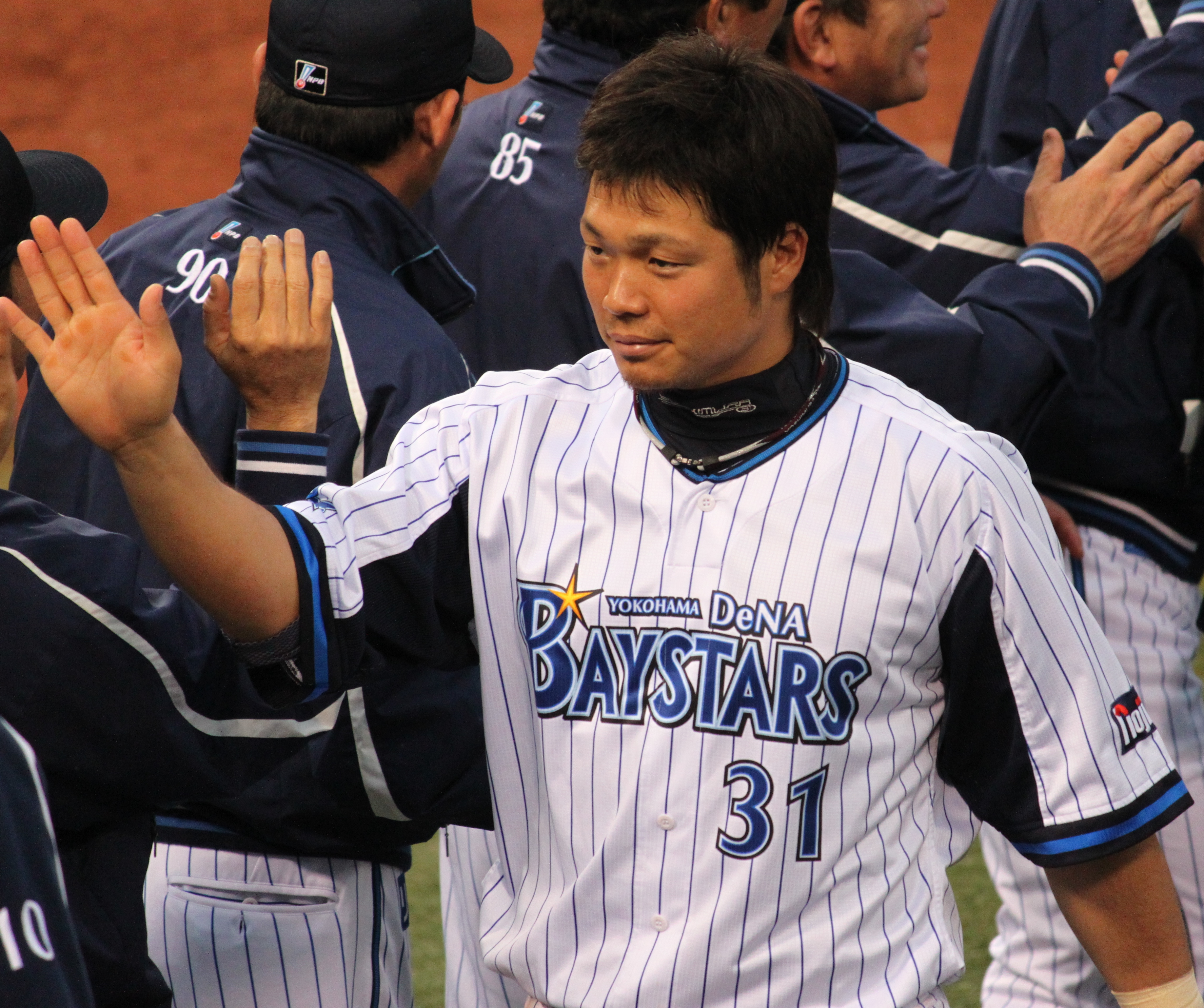
요시무라 유키(2012년 5월 3일, 요코하마 스타디움)

시즌 개막을 2군에서 맞이했고 4월 말에는 1군에 승격하여 5월 5일에는 2타석 연속 홈런을 기록했다. 그 후 5월 17일까지는 6번·우익수로서 선발 출전하였지만 또 다시 극심한 타격 부진에 시달렸고 교류전 이후에는 긴조 다쓰히코나 시모조노 다쓰야에게 포지션을 빼앗겼다. 그 후 대타로서 몇 차례나 출전했지만 7월 5일에 다시 2군에 내려가면서 1군 재승격은 이뤄지지 않았다.
11월 5일, 팀 동료인 야마모토 쇼고, 에지리 신타로와 함께 다무라 히토시, 요시카와 데루아키, 가미우치 야스시를 상대로 후쿠오카 소프트뱅크 호크스로 트레이드 됐다.

## 상세 정보

### 출신 학교
- 히가시후쿠오카 고등학교

### 선수 경력
- 요코하마 베이스타스·요코하마 DeNA 베이스타스(2003년 ~ 2012년)
- 후쿠오카 소프트뱅크 호크스(2013년 ~ 현재)

### 수상·타이틀 경력
- JA 전농 Go·Go상: 2006년 8월(최다 2루·3루타상)

### 개인 기록

#### 첫 기록
- 첫 출장·첫 선발 출장: 2003년 10월 3일, 대 주니치 드래건스 24차전(요코하마 스타디움), 7번·3루수로서 선발 출장
- 첫 타석·첫 안타: 상동, 2회말에 히라마쓰 가즈히로로부터 좌월 2루타
- 첫 타점: 상동, 3회말에 히라마쓰 가즈히로로부터 밀어내기 볼넷
- 첫 홈런: 2003년 10월 4일, 대 주니치 드래건스 25차전(요코하마 스타디움), 7회말에 노구치 시게키로부터 결승 좌월 2점 홈런
- 첫 도루: 2006년 5월 18일, 대 지바 롯데 마린스 3차전(요코하마 스타디움), 3회말에 2루 안착(투수: 구보 야스토모, 포수: 사토자키 도모야)

#### 기록 달성 경력
- 통산 100홈런: 2009년 10월 3일, 대 주니치 드래건스 24차전(요코하마 스타디움), 6회말에 요시미 가즈키로부터 좌중간에 2점 홈런 ※역대 257번째.

#### 기타
- 4경기 연속 홈런: 2008년 9월 11일 ~ 9월 14일(9월 11일 히로시마 도요 카프 전, 9월 12일 ~ 14일 주니치 드래건스 전)
- 전타순 홈런: 2009년 6월 17일, 대 오릭스 버펄로스 4차전(요코하마 스타디움)[2]

#### 고교 시절의 기록
- 2001년 - 제73회 선발 고등학교 야구 대회에서 8강 진출

### 등번호
- 31(2003년 ~ 2012년)
- 6(2013년 ~ 현재)

### 연도별 타격 성적
| 연 도     | 소 속          | 경 기 | 타 석 | 타 수 | 득 점 | 안 타 | 2 루 타 | 3 루 타 | 홈 런 | 루 타 | 타 점 | 도 루 | 도 루 자 | 희 생 번 | 희 생 플 | 볼 넷 | 고 4 | 사 구 | 삼 진 | 병 살 타 | 타 율 | 출 루 율 | 장 타 율 | O P S |
| --------- | -------------- | ----- | ----- | ----- | ----- | ----- | ------- | ------- | ----- | ----- | ----- | ----- | -------- | -------- | -------- | ----- | ---- | ----- | ----- | -------- | ----- | -------- | -------- | ----- |
| 2003년    | 요코하마· DeNA | 6     | 22    | 18    | 2     | 4     | 1       | 0       | 1     | 8     | 3     | 0     | 0        | 0        | 0        | 2     | 0    | 2     | 4     | 1        | .222  | .444     | .808     |       |
| 2004년    | 요코하마· DeNA | 10    | 13    | 13    | 1     | 2     | 0       | 0       | 0     | 2     | 1     | 0     | 0        | 0        | 0        | 0     | 0    | 0     | 5     | 0        | .154  | .154     | .154     | .308  |
| 2006년    | 요코하마· DeNA | 111   | 416   | 396   | 57    | 123   | 24      | 1       | 26    | 227   | 66    | 5     | 3        | 2        | 2        | 10    | 1    | 6     | 116   | 5        | .311  | .336     | .573     | .909  |
| 2007년    | 요코하마· DeNA | 141   | 566   | 519   | 69    | 142   | 21      | 4       | 24    | 243   | 85    | 5     | 3        | 3        | 5        | 30    | 1    | 8     | 95    | 16       | .274  | .320     | .468     | .788  |
| 2008년    | 요코하마· DeNA | 143   | 574   | 530   | 69    | 138   | 30      | 4       | 34    | 278   | 91    | 9     | 5        | 2        | 1        | 30    | 1    | 11    | 135   | 9        | .260  | .313     | .525     | .837  |
| 2009년    | 요코하마· DeNA | 144   | 588   | 528   | 62    | 131   | 26      | 2       | 16    | 209   | 54    | 13    | 7        | 0        | 4        | 45    | 1    | 11    | 134   | 17       | .248  | .318     | .396     | .714  |
| 2010년    | 요코하마· DeNA | 49    | 141   | 132   | 12    | 27    | 4       | 0       | 3     | 40    | 11    | 0     | 2        | 1        | 3        | 5     | 0    | 0     | 41    | 5        | .205  | .229     | .303     | .532  |
| 2011년    | 요코하마· DeNA | 81    | 245   | 220   | 25    | 44    | 8       | 1       | 5     | 69    | 11    | 0     | 1        | 2        | 1        | 15    | 0    | 7     | 59    | 3        | .200  | .272     | .314     | .586  |
| 2012년    | 요코하마· DeNA | 25    | 72    | 67    | 4     | 14    | 3       | 0       | 2     | 23    | 7     | 0     | 1        | 0        | 0        | 5     | 0    | 7     | 22    | 0        | .209  | .264     | .343     | .607  |
| 통산: 9년 | 통산: 9년      | 709   | 2637  | 2423  | 301   | 625   | 117     | 12      | 111   | 1099  | 329   | 32    | 22       | 10       | 16       | 142   | 4    | 45    | 611   | 56       | .258  | .309     | .454     | .765  |

- 2012년 기준, 굵은 글씨는 시즌 최고 성적.
- 2005년은 1군 출장 없음.
- 요코하마(요코하마 베이스타스)는 2012년에 DeNA(요코하마 DeNA 베이스타스)로 구단명을 변경.

### 연도별 수비 성적
| 연도 | 1루  | 1루  | 1루  | 1루  | 1루  | 1루    | 3루  | 3루  | 3루  | 3루  | 3루  | 3루    | 외야 | 외야 | 외야 | 외야 | 외야 | 외야   |
| 연도 | 경기 | 척살 | 보살 | 실책 | 병살 | 수비율 | 경기 | 척살 | 보살 | 실책 | 병살 | 수비율 | 경기 | 척살 | 보살 | 실책 | 병살 | 수비율 |
| ---- | ---- | ---- | ---- | ---- | ---- | ------ | ---- | ---- | ---- | ---- | ---- | ------ | ---- | ---- | ---- | ---- | ---- | ------ |
| 2003 | -    | -    | -    | -    | -    | -      | 6    | 5    | 7    | 1    | 1    | .923   | -    | -    | -    | -    | -    | -      |
| 2004 | 1    | 7    | 0    | 0    | 1    | 1.000  | -    | -    | -    | -    | -    | -      | -    | -    | -    | -    | -    | -      |
| 2006 | 22   | 174  | 11   | 0    | 9    | 1.000  | -    | -    | -    | -    | -    | -      | 85   | 153  | 3    | 4    | 0    | .975   |
| 2007 | 138  | 1270 | 94   | 10   | 103  | .993   | -    | -    | -    | -    | -    | -      | -    | -    | -    | -    | -    | -      |
| 2008 | -    | -    | -    | -    | -    | -      | -    | -    | -    | -    | -    | -      | 140  | 251  | 11   | 2    | 4    | .992   |
| 2009 | -    | -    | -    | -    | -    | -      | -    | -    | -    | -    | -    | -      | 144  | 260  | 6    | 4    | 0    | .985   |
| 2010 | -    | -    | -    | -    | -    | -      | -    | -    | -    | -    | -    | -      | 42   | 71   | 2    | 1    | 0    | .986   |
| 2011 | 1    | 1    | 0    | 0    | 0    | 1.000  | -    | -    | -    | -    | -    | -      | 60   | 102  | 5    | 3    | 0    | .973   |
| 통산 | 162  | 1452 | 105  | 10   | 113  | .994   | 6    | 5    | 7    | 1    | 1    | .923   | 471  | 837  | 27   | 14   | 4    | .984   |

- 2011년 기준, 굵은 글씨는 시즌 최고 성적.